# Llista d'asteroides/90201–90300
| Nom     | Designació provisional | Data de descobriment | Lloc de descobriment | Descobridor/s              |
| ------- | ---------------------- | -------------------- | -------------------- | -------------------------- |
| 90201 - | 2003 AW64              | 7 de gener, 2003     | Socorro              | LINEAR                     |
| 90202 - | 2003 AU65              | 7 de gener, 2003     | Socorro              | LINEAR                     |
| 90203 - | 2003 AY68              | 9 de gener, 2003     | Socorro              | LINEAR                     |
| 90204 - | 2003 AV70              | 10 de gener, 2003    | Socorro              | LINEAR                     |
| 90205 - | 2003 AV71              | 6 de gener, 2003     | Needville            | Needville                  |
| 90206 - | 2003 AO72              | 11 de gener, 2003    | Socorro              | LINEAR                     |
| 90207 - | 2003 AB74              | 10 de gener, 2003    | Socorro              | LINEAR                     |
| 90208 - | 2003 AP76              | 10 de gener, 2003    | Socorro              | LINEAR                     |
| 90209 - | 2003 AM78              | 10 de gener, 2003    | Socorro              | LINEAR                     |
| 90210 - | 2003 AT79              | 11 de gener, 2003    | Socorro              | LINEAR                     |
| 90211 - | 2003 AO80              | 10 de gener, 2003    | Socorro              | LINEAR                     |
| 90212 - | 2003 AU80              | 12 de gener, 2003    | Socorro              | LINEAR                     |
| 90213 - | 2003 AH81              | 10 de gener, 2003    | Socorro              | LINEAR                     |
| 90214 - | 2003 AP81              | 10 de gener, 2003    | Socorro              | LINEAR                     |
| 90215 - | 2003 AC82              | 12 de gener, 2003    | Anderson Mesa        | LONEOS                     |
| 90216 - | 2003 AS85              | 11 de gener, 2003    | Palomar              | NEAT                       |
| 90217 - | 2003 AH87              | 1 de gener, 2003     | Socorro              | LINEAR                     |
| 90218 - | 2003 BC                | 16 de gener, 2003    | Anderson Mesa        | LONEOS                     |
| 90219 - | 2003 BC2               | 25 de gener, 2003    | Anderson Mesa        | LONEOS                     |
| 90220 - | 2003 BQ2               | 26 de gener, 2003    | Haleakala            | NEAT                       |
| 90221 - | 2003 BF8               | 26 de gener, 2003    | Anderson Mesa        | LONEOS                     |
| 90222 - | 2003 BD11              | 26 de gener, 2003    | Anderson Mesa        | LONEOS                     |
| 90223 - | 2003 BD13              | 26 de gener, 2003    | Anderson Mesa        | LONEOS                     |
| 90224 - | 2003 BB14              | 26 de gener, 2003    | Haleakala            | NEAT                       |
| 90225 - | 2003 BH14              | 26 de gener, 2003    | Haleakala            | NEAT                       |
| 90226 - | 2003 BS15              | 26 de gener, 2003    | Anderson Mesa        | LONEOS                     |
| 90227 - | 2003 BM19              | 26 de gener, 2003    | Anderson Mesa        | LONEOS                     |
| 90228 - | 2003 BN19              | 26 de gener, 2003    | Anderson Mesa        | LONEOS                     |
| 90229 - | 2003 BV20              | 27 de gener, 2003    | Haleakala            | NEAT                       |
| 90230 - | 2003 BO24              | 25 de gener, 2003    | Palomar              | NEAT                       |
| 90231 - | 2003 BJ25              | 25 de gener, 2003    | Palomar              | NEAT                       |
| 90232 - | 2003 BD27              | 26 de gener, 2003    | Anderson Mesa        | LONEOS                     |
| 90233 - | 2003 BG27              | 26 de gener, 2003    | Anderson Mesa        | LONEOS                     |
| 90234 - | 2003 BP33              | 27 de gener, 2003    | Haleakala            | NEAT                       |
| 90235 - | 2003 BF35              | 27 de gener, 2003    | Socorro              | LINEAR                     |
| 90236 - | 2003 BL43              | 27 de gener, 2003    | Socorro              | LINEAR                     |
| 90237 - | 2003 BR44              | 27 de gener, 2003    | Socorro              | LINEAR                     |
| 90238 - | 2003 BZ44              | 27 de gener, 2003    | Palomar              | NEAT                       |
| 90239 - | 2003 BF47              | 29 de gener, 2003    | Palomar              | NEAT                       |
| 90240 - | 2003 BH48              | 27 de gener, 2003    | Socorro              | LINEAR                     |
| 90241 - | 2003 BG49              | 26 de gener, 2003    | Haleakala            | NEAT                       |
| 90242 - | 2003 BF52              | 27 de gener, 2003    | Socorro              | LINEAR                     |
| 90243 - | 2003 BZ53              | 27 de gener, 2003    | Socorro              | LINEAR                     |
| 90244 - | 2003 BA59              | 27 de gener, 2003    | Socorro              | LINEAR                     |
| 90245 - | 2003 BD60              | 27 de gener, 2003    | Socorro              | LINEAR                     |
| 90246 - | 2003 BP61              | 27 de gener, 2003    | Haleakala            | NEAT                       |
| 90247 - | 2003 BQ61              | 27 de gener, 2003    | Haleakala            | NEAT                       |
| 90248 - | 2003 BO63              | 28 de gener, 2003    | Kitt Peak            | Spacewatch                 |
| 90249 - | 2003 BU63              | 28 de gener, 2003    | Palomar              | NEAT                       |
| 90250 - | 2003 BY63              | 28 de gener, 2003    | Kitt Peak            | Spacewatch                 |
| 90251 - | 2003 BA64              | 28 de gener, 2003    | Haleakala            | NEAT                       |
| 90252 - | 2003 BA66              | 30 de gener, 2003    | Kitt Peak            | Spacewatch                 |
| 90253 - | 2003 BT66              | 30 de gener, 2003    | Anderson Mesa        | LONEOS                     |
| 90254 - | 2003 BN68              | 28 de gener, 2003    | Socorro              | LINEAR                     |
| 90255 - | 2003 BM69              | 30 de gener, 2003    | Anderson Mesa        | LONEOS                     |
| 90256 - | 2003 BQ72              | 28 de gener, 2003    | Socorro              | LINEAR                     |
| 90257 - | 2003 BS72              | 28 de gener, 2003    | Palomar              | NEAT                       |
| 90258 - | 2003 BJ80              | 31 de gener, 2003    | Anderson Mesa        | LONEOS                     |
| 90259 - | 2003 BU81              | 31 de gener, 2003    | Anderson Mesa        | LONEOS                     |
| 90260 - | 2003 BC83              | 31 de gener, 2003    | Socorro              | LINEAR                     |
| 90261 - | 2003 BG83              | 31 de gener, 2003    | Socorro              | LINEAR                     |
| 90262 - | 2003 BH87              | 26 de gener, 2003    | Kitt Peak            | Spacewatch                 |
| 90263 - | 2003 CO                | 1 de febrer, 2003    | Anderson Mesa        | LONEOS                     |
| 90264 - | 2003 CC1               | 1 de febrer, 2003    | Socorro              | LINEAR                     |
| 90265 - | 2003 CL5               | 1 de febrer, 2003    | Socorro              | LINEAR                     |
| 90266 - | 2003 CM5               | 1 de febrer, 2003    | Socorro              | LINEAR                     |
| 90267 - | 2003 CW6               | 1 de febrer, 2003    | Socorro              | LINEAR                     |
| 90268 - | 2003 CT8               | 1 de febrer, 2003    | Haleakala            | NEAT                       |
| 90269 - | 2003 CD9               | 2 de febrer, 2003    | Socorro              | LINEAR                     |
| 90270 - | 2003 CX9               | 2 de febrer, 2003    | Socorro              | LINEAR                     |
| 90271 - | 2003 CD10              | 2 de febrer, 2003    | Haleakala            | NEAT                       |
| 90272 - | 2003 CM16              | 7 de febrer, 2003    | Desert Eagle         | W. K. Y. Yeung             |
| 90273 - | 2003 CC19              | 8 de febrer, 2003    | Anderson Mesa        | LONEOS                     |
| 90274 - | 2003 CH20              | 9 de febrer, 2003    | Palomar              | NEAT                       |
| 90275 - | 2003 DM                | 19 de febrer, 2003   | Haleakala            | NEAT                       |
| 90276 - | 2003 DE2               | 22 de febrer, 2003   | Desert Eagle         | W. K. Y. Yeung             |
| 90277 - | 2003 DS7               | 22 de febrer, 2003   | Palomar              | NEAT                       |
| 90278 - | 2003 DH9               | 24 de febrer, 2003   | Campo Imperatore     | CINEOS                     |
| 90279 - | 2003 DL10              | 26 de febrer, 2003   | Kleť                 | Kleť                       |
| 90280 - | 2003 DY10              | 26 de febrer, 2003   | Socorro              | LINEAR                     |
| 90281 - | 2003 DQ15              | 27 de febrer, 2003   | Haleakala            | NEAT                       |
| 90282 - | 2003 DS20              | 22 de febrer, 2003   | Palomar              | NEAT                       |
| 90283 - | 2003 DH22              | 28 de febrer, 2003   | Socorro              | LINEAR                     |
| 90284 - | 2003 EO8               | 6 de març, 2003      | Anderson Mesa        | LONEOS                     |
| 90285 - | 2003 EV9               | 6 de març, 2003      | Anderson Mesa        | LONEOS                     |
| 90286 - | 2003 EB11              | 6 de març, 2003      | Socorro              | LINEAR                     |
| 90287 - | 2003 EV12              | 6 de març, 2003      | Socorro              | LINEAR                     |
| 90288 - | 2003 ET17              | 6 de març, 2003      | Cima Ekar            | Asiago-DLR Asteroid Survey |
| 90289 - | 2003 EB20              | 6 de març, 2003      | Anderson Mesa        | LONEOS                     |
| 90290 - | 2003 EX20              | 6 de març, 2003      | Anderson Mesa        | LONEOS                     |
| 90291 - | 2003 EL21              | 6 de març, 2003      | Anderson Mesa        | LONEOS                     |
| 90292 - | 2003 EN21              | 6 de març, 2003      | Anderson Mesa        | LONEOS                     |
| 90293 - | 2003 EH22              | 6 de març, 2003      | Socorro              | LINEAR                     |
| 90294 - | 2003 EX26              | 6 de març, 2003      | Anderson Mesa        | LONEOS                     |
| 90295 - | 2003 ES28              | 6 de març, 2003      | Socorro              | LINEAR                     |
| 90296 - | 2003 EY29              | 6 de març, 2003      | Socorro              | LINEAR                     |
| 90297 - | 2003 EL31              | 7 de març, 2003      | Anderson Mesa        | LONEOS                     |
| 90298 - | 2003 EA32              | 7 de març, 2003      | Socorro              | LINEAR                     |
| 90299 - | 2003 ED34              | 7 de març, 2003      | Socorro              | LINEAR                     |
| 90300 - | 2003 EJ40              | 8 de març, 2003      | Socorro              | LINEAR                     |